# Антуан Вікера
Антуан Вікера (фр. Antoine Viquerat, 5 жовтня 1998) — французький плавець.
Учасник Олімпійських Ігор 2020 року, де в півфіналі на дистанції 200 метрів брасом поділив 12-те місце і не потрапив до фіналу.